# Цифровой юань

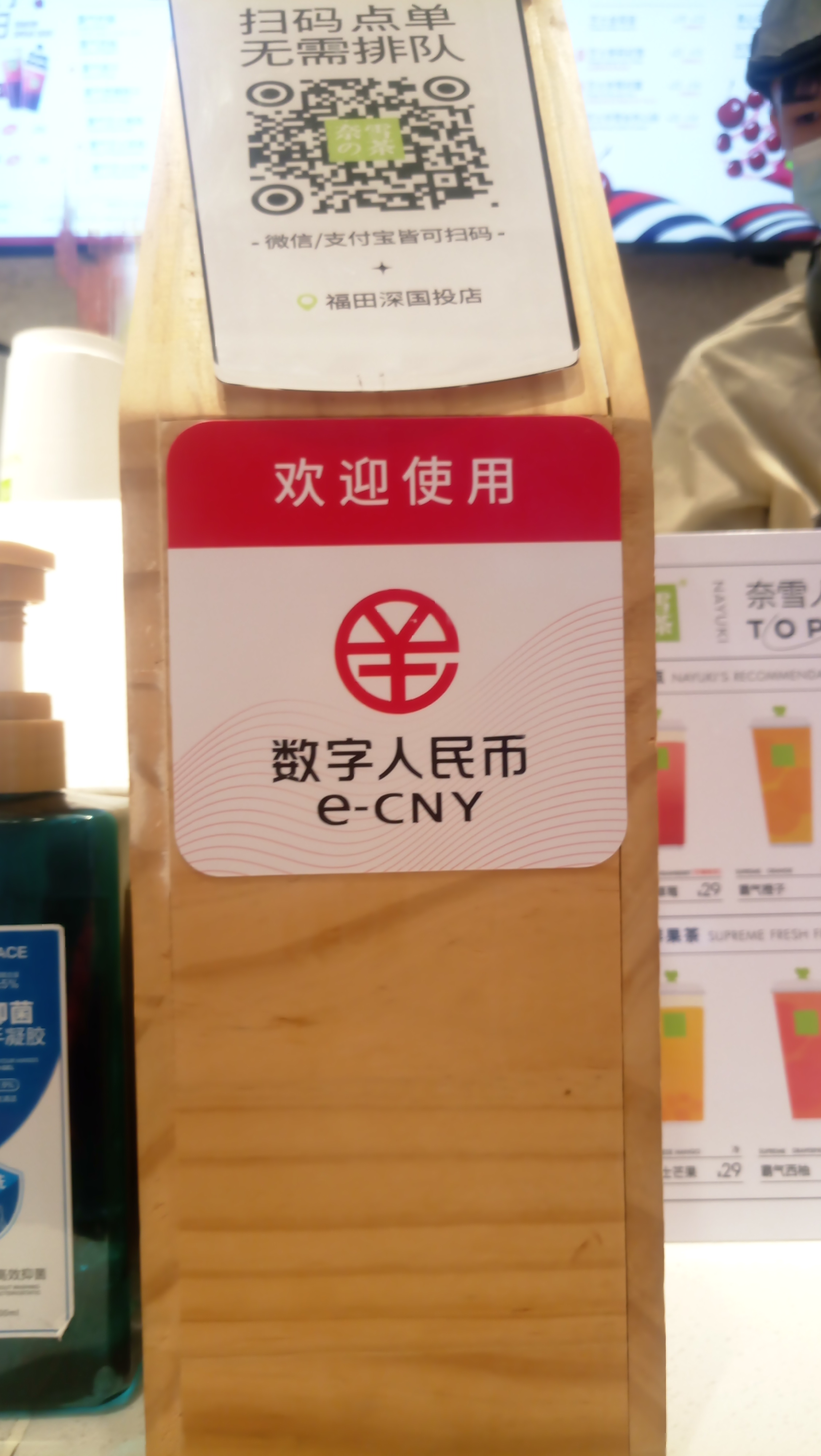
Знак цифрового юаня в Шэньчжэне

Цифровой юань («цифровая версия юаня»; англ. DCEP — Digital Currency Electronic Payment — электронные платежи в цифровой валюте; кит. 数字货币电子支付) — официальная цифровая валюта КНР.
Работа по её введению началась в конце 2019 года (в Народном банке Китая утверждают, что начали разработку национальной криптовалюты в 2015 году), в декабре официальные лица заявили о готовности к её тестированию.
Изначально Народный банк Китая заключил партнёрские отношения с четырьмя государственными банками: Промышленный и коммерческий банк Китая (ICBC), Китайский строительный банк, Сельскохозяйственный банк Китая и Банк Китая. Были привлечены и телекоммуникационные компании — China Telecom, China Mobile, China Unicom, а также Huawei.
Финансовые учреждения конвертировали часть своих депозитов в Центральном банке в цифровой юань и определили сектора экономики для его продвижения. На банки также легло тестирование электронных кошельков. Разработка технологического решения велась в сотрудничестве с операторами платёжных систем Alipay и WeChat.

## Тестирование
В декабре 2019 года официальные лица заявили о готовности цифрового юаня к тестированию
В мае 2020 года Народный банк Китая в рамках пилотной программы ввёл в четырёх городах страны национальную криптовалюту DCEP; появилась возможность совершать оплату покупок в цифровых юанях.
Внутренние пилотные испытания также будут проводиться в ходе зимних Олимпийских игр 2022 года в Пекине. Источник, близкий к запуску DC / EP, сообщил Global Times, что «олимпийские» тесты будут сосредоточены на цифровых платежах в иностранной валюте гостями мероприятия. Для иностранных туристов цифровой кошелек может быть загружен из магазина приложений или включен в SIM-карты китайских операторов связи.
Кандидатами на следующий раунд испытаний могут стать Шанхай и крупные города острова Хайнань, где присутствуют значительные объёмы внешней торговли и потоки капитала; (в мае китайские власти объявили о плане превращения Хайнаня в порт свободной торговли, и технология блокчейн, на которой основан проект цифровой валюты DC / EP, упоминается в нём несколько раз).
Основные криптовалюты стали расти в цене на фоне сообщений о тестировании использования цифровой валюты в Китае.
В июле к группе присоединились также один из крупнейших китайских сервисов доставки еды Meituan Dianping и агрегатор такси DiDi Chuxing (привлечение к тестированию этих сервисов фактически означает привлечение к процессу 550 млн клиентов служб из 400 китайских городов). Кроме того, китайский регулятор ведет переговоры со стриминговым сервисом Bilibili с аудиторией в 170 млн пользователей. Не исключается включение в тестирование McDonald’s, Subway и Starbucks.
JD.com стал первой онлайн-платформой, принимающей цифровой юань
Опытный проект: сперва в Шэньчжэне (участникам акции подарено в общей сложности 10 млн юаней, около 1,5 млн долл.), а потом в Сучжоу (власти Сучжоу раздали 20 млн юаней, 3 млн долл.) — по 200 юаней, между участниками эксперимента среди 100 тыс. счастливчиков, эти деньги можно было потратить с 12 по 18 октября в торговых точках, согласившихся на приём новой цифровой валюты.
В апреле 2021 года один из крупнейших китайских ритейлеров JD.com объявил, что начал использовать систему электронных платежей Народного банка Китая для выплаты заработной платы некоторым сотрудникам цифровыми юанями. Также компания совершала платежи в национальной цифровой валюте между предприятиями в рамках сотрудничества с партнёрами.
Ожидается, что свободное хождение национальной цифровой валюты в этой стране начнётся одновременно с открытием зимних Олимпийских игр в Пекине в 2022 году.
По данным Народного банка Китая, объём цифровых юаней в обращении на конец 2022 года составил 13,61 млрд (2,01 млрд долларов). С учётом цифровых юаней денежная масса МО выросла на 15,3 % и составила 10,47 трлн.
С 1 мая 2023 года госслужащие муниципалитета Чаншу будут получать зарплату в цифровых юанях.

## Оценки
Эксперт, глава компании Sino Global Capital Мэтью Грэм считает, что цифровой юань сможет составить конкуренцию доллару; его преимущество в оперативности сделок в то время, как международные долларовые платёжные системы SWIFT и CHIPS устаревают, их расчёты слишком медлительные и дорогостоящие. Также он отметил, что цифровой юань не станет конкурентом биткойну.
Также, по мнению экспертов, цифровая версия юаня может в конечном итоге позволить Ирану и другим странам легче избегать санкций США или переводить деньги без того, чтобы это было обнаружено правительством Соединённых Штатов.
По мнению бывшего сотрудника Народного банка Китая Се Пина, цифровой юань по кумулятивному обороту за два года тестирования показал достаточно низкий результат. Эксперт считает, что его необходимо выводить за пределы потребительского рынка. Не смог он добиться синергетического эффекта и в банковской сфере. Специалист считает, что для решения этой проблемы необходимо позволить покупать физическим лицам финансовые продукты.